# La Pobla Tornesa
La Pobla Tornesa (spanisch Puebla-Tornesa) ist eine Gemeinde (municipio) mit 1.325 Einwohnern (Stand: 2024) in der Provinz Castellón der Autonomen Gemeinschaft Valencia in Spanien. Neben dem Hauptort La Pobla Tornesa gehört auch die  Neubausiedlung (Urbanización) La Marmudella zur Gemeinde.

## Geografie
La Pobla Tornesa liegt etwa 13 Kilometer nordnordöstlich von der Provinzhauptstadt Castellón de la Plana in einer Höhe von ca. 305 m in der Comarca Plana Alta. 

## Bevölkerungsentwicklung
| Jahr      | 1970 | 1981 | 1991 | 2001 | 2011 | 2021 |
| Einwohner | 543  | 510  | 510  | 581  | 1142 | 1244 |

## Sehenswürdigkeiten

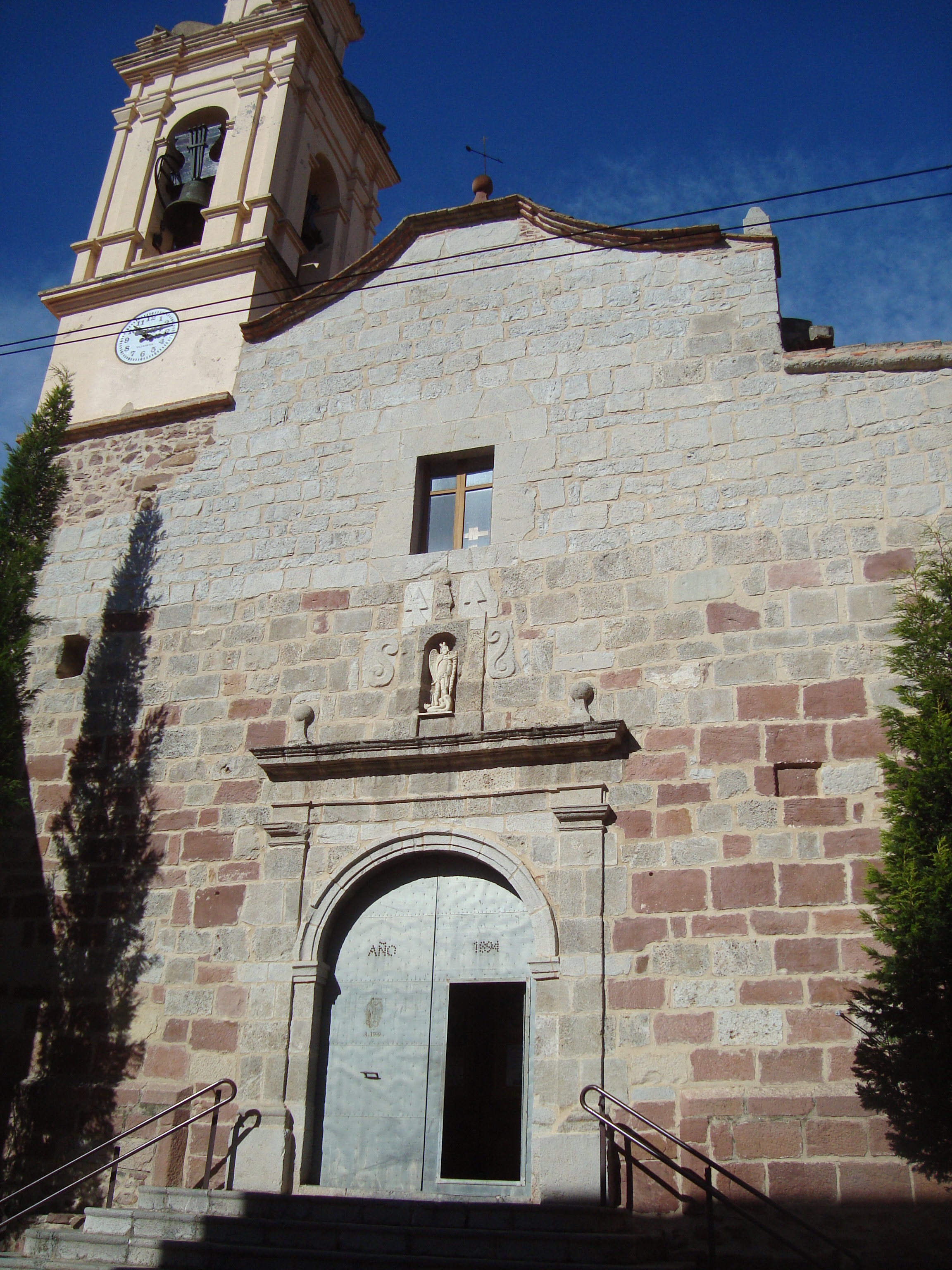
Michaeliskirche

- Michaeliskirche